# Ковалі (Слобідзька сільська рада)
Ковалі (біл. вёска Кавалы) — село в складі Мядельського району Мінської області, Білорусь. Село підпорядковане Слобідзькій сільській раді, розташоване в північній частині області.